# Paepalanthus bellus
Paepalanthus bellus là một loài thực vật có hoa trong họ Eriocaulaceae. Loài này được Moldenke mô tả khoa học đầu tiên năm 1962.